# Massignieu-de-Rives
Massignieu-de-Rives är en kommun i departementet Ain i regionen Auvergne-Rhône-Alpes i östra Frankrike. Kommunen ligger  i kantonen Belley som ligger i arrondissementet Belley. Kommunens areal är 9,52 km². År 2022 hade Massignieu-de-Rives 653 invånare.

## Befolkningsutveckling
Antalet invånare i kommunen Massignieu-de-Rives
Referens: INSEE